# Barbershop (pel·lícula)
Barbershop és una pel·lícula estatunidenca dirigida per Tim Story el 2002. La pel·lícula tingué una continuació el 2004 amb Barbershop 2: Back in Business.

## Argument
Barbershop és una perruqueria per a homes, els seus empleats són molt volubles, la qual cosa els posarà en situacions còmiques.
Calvin Palmer Jr (Ice Cube) és el propietari d'una barberia, a la zona sud de Chicago. El negoci no va molt bé, i es troba ple de deutes, Calvin decideix vendre'l a una persona no gaire recomanable, Lester Wallace (Keith David) i la transacció es fa sense que els socis o la dona, Jennifer (que està esperant un fill) ho sàpiguen. Calvin no tenia intenció de treballar tota la vida per pagar els seus deutes, però en l'acord entre els dos hi havia la voluntat que el local seguis sent una barberia, però no és respectat per Lester Wallace, que el vol convertir en un club de striptease.
El protagonista comença en aquest punt una lluita interior que li fa dubtar del seu gest: recorda la història de la botiga, heretada del seu pare, que es va iniciar el 1958 i va resistir l'onada de disturbis que van destruir tota l'àrea de Chicago, i comprèn que cal començar de nou.
Mentrestant, JD, el cosí de Ricky, decideix robar un caixer d'un supermercat amb l'ajuda de Billy, i per fer-ho destrueix la botiga. Calvin vol tornar els diners a Lester Wallace i recuperar la botiga, però el prestador li demana el doble, obligant Calvin a quedar-se amb els diners. L'activitat de la botiga segueix i segueix les històries de Richy, Isaac, Terry, Dinka i Jimmy diu, humor assaonat d'Eddie, el més antic.

## Repartiment
- Ice Cube: Calvin Palmer Jr.
- Anthony Anderson: J.D.
- Cedric the Entertainer: Eddie
- Eve: Terri Jones
- Troy Garity: Isaac Rosenberg
- Michael Ealy: Ricky Nash
- Leonard Earl Howze: Dinka
- Keith David: Lester Wallace
- Jazsmin Lewis: Jennifer Palmer
- Lahmard J. Tate: Billy
- Tom Wright: detectiu Williams
- Jason Winston George: Kevin
- DeRay Davis: Hustle Guy
- Sonya Eddy: Janelle

## Banda original
La banda original de la pel·lícula ha estat classificada al lloc 29è al Billboard 200, 9è al Billboard Top R&B/Hip-Hop Albums i 1r al Top Soundtracks. El single Stingy de Ginuwine per la seva part va estar classificat el 33è al Billboard Hot 100 i 7è al Hot R&B/Hip-Hop Songs.
Llista dels títols
1. The Speech- 0:40 (Cedric the Entertainer & Ice Cube)
2. Trade It All, Pt. 2- 4:41 (Fabolous, P. Diddy & Jagged Edge)
3. Stingy- 4:23 (Ginuwine)
4. What's Come Over Me?- 4:10 (Glenn Lewis & Amel Larrieux)
5. Love Session- 3:40 (Ghostface Killah & Ruff Endz)
6. And We- 4:15 (P. Diddy, Black Rob, Big Azz Ko & G. Dep)
7. Could've Been You- 4:09 (3LW)
8. Baby Girl (Terri's Theme)- 4:55 (B2K)
9. Sneaky- 3:23 (Jhene & Lil Fizz)
10. I See You- 3:41 (Best Man)
11. Better to Leave- 4:11 (Jordan Brown)
12. Baby, Baby, Baby- 3:52 (Collin)
13. Ben- 3:42 (Lil Kano)
14. Got to Give It Up, Pt. 1- 4:11 (Marvin Gaye)
15. I'll Take You There- 4:31 (Staple Singers)
16. Big Booty Girls- 0:46 (Ice Cube & Michael Ealy)

## Premis i nominacions
- 2002: Washington DC Area Film Critics Association Awards
- 2003: MTV Movie Awards, millor pel·lícula, Cedric the Entertainer, Eve (nominada)
- 2003: Teen Choice Awards (nominada)
- 2003: Black Reel Awards (nominada)
- 2003: Casting Society of America, USA (nominada)